# Bâaziz Hammache
Bâaziz Hammache, né le 2 avril 1956 à Bouzguen dans l'actuelle wilaya de Tizi Ouzou, est un plasticien algérien.  

## Biographie
Bâaziz Hammache naît le 2 avril 1956 à Bouzguen.

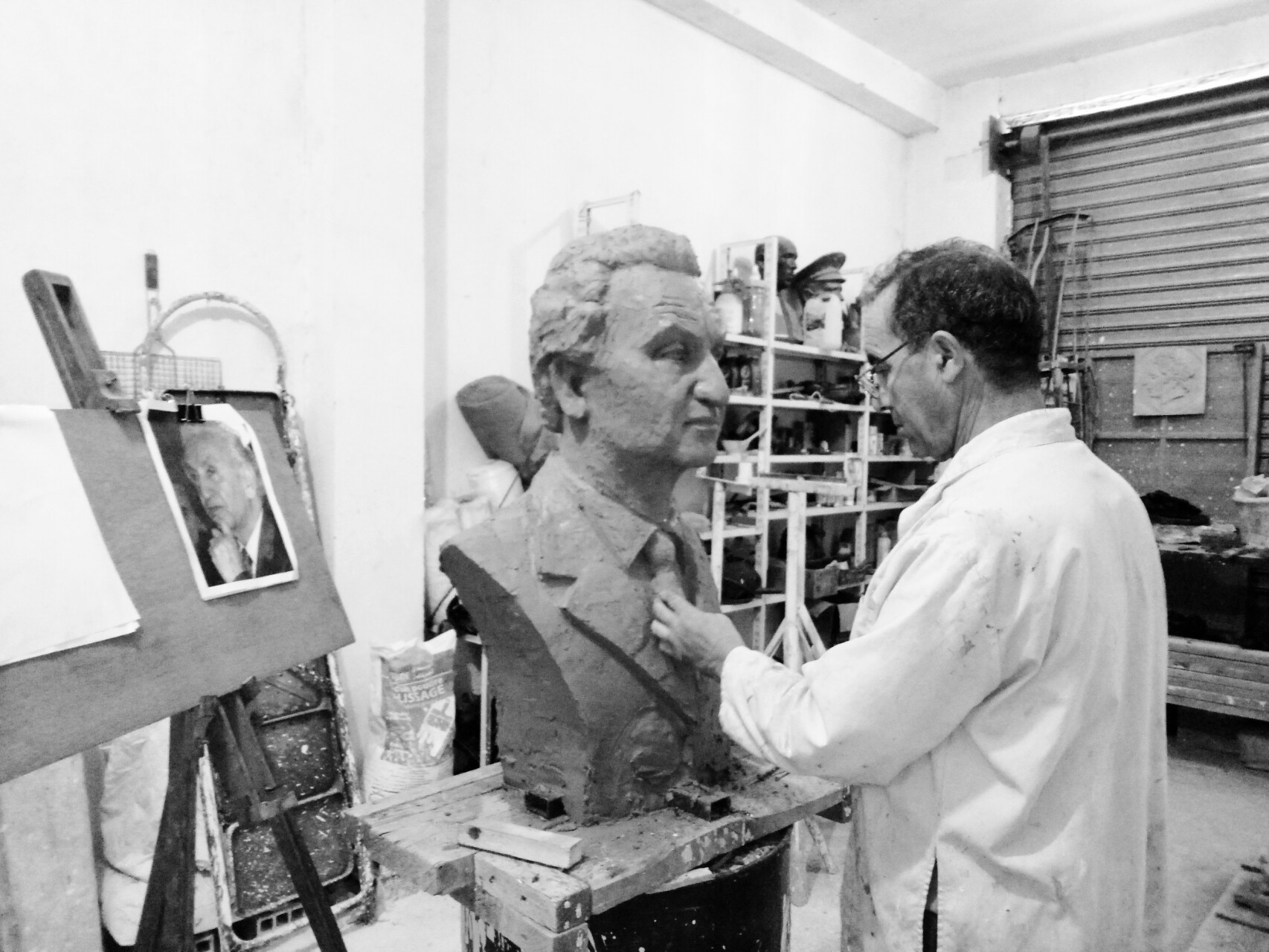
Bâaziz Hammache sculptant un buste de Hocine Aït Ahmed dans son atelier en Kabylie.

En 1976, il entre à l'École supérieure des beaux-arts d'Alger,. Après deux années de tronc commun en études artistiques générales, il est orienté en section peinture. À l'issue de la 3e année, l'artiste découvre son propre style. Ceci l'encourage à s'inscrire par ses propres moyens à l'école des Beaux-arts de Marseille (Luminy) en 1979-1980, établissement dont il a fait la découverte une année auparavant sur les conseils de son professeur de sculpture François Bouché. Il sort diplômé de cette école.
Il retourne en Algérie en 1984. La même année, il participe avec d'autres personnes à l’inauguration du musée central de l’armée (Riadh El Feth), réalisant des bustes de Ahmed Bey et de Si Houès. Il séjourne à la Villa Abd-el-Tif à Alger pendant toute la période du travail (1984-1990)

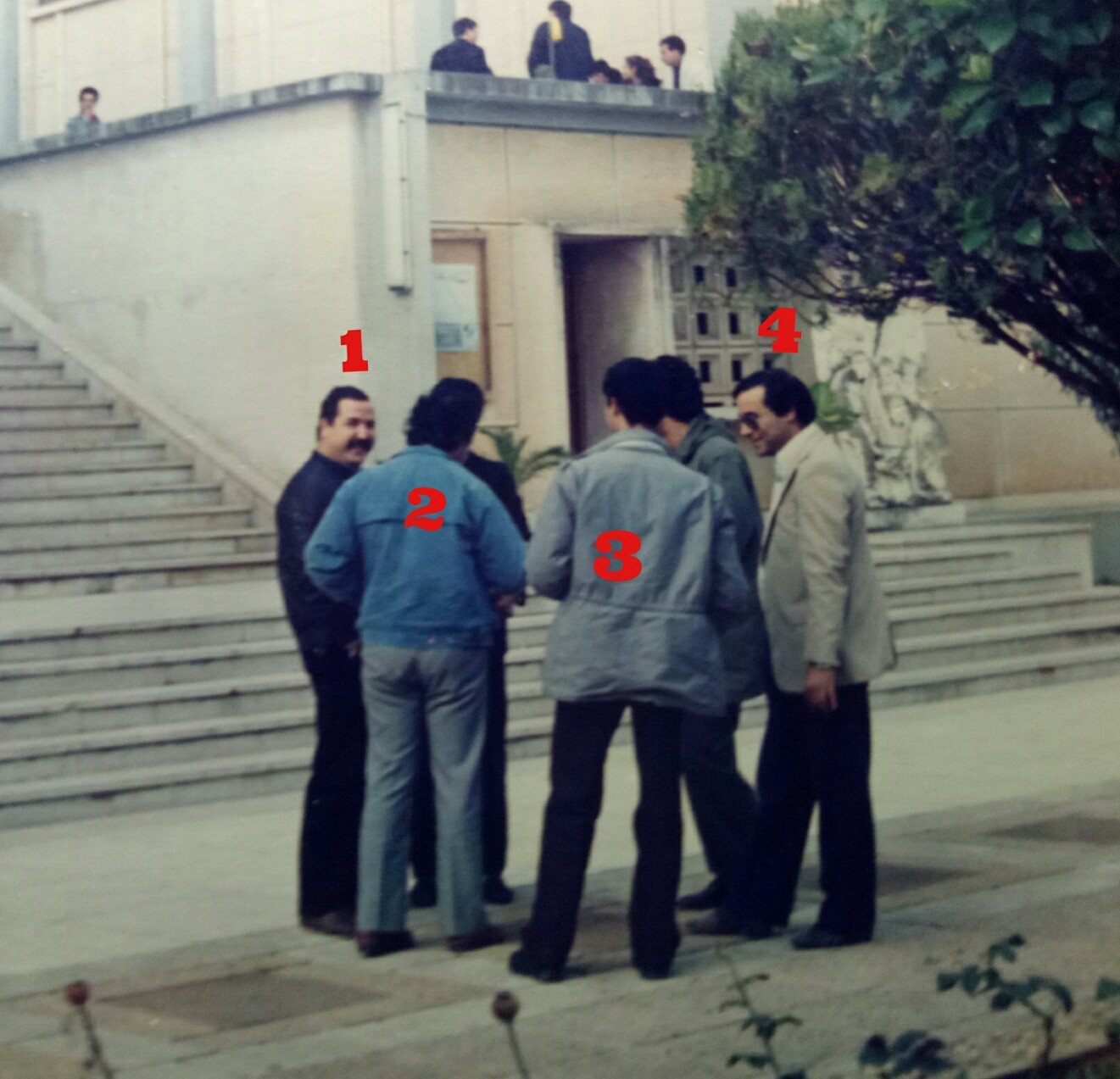
Sculpteurs:1-Madjid Moula,
2-Khoudir Boulaine,
3-Bâaziz Hammache,
4-Belkacem Boufersaoui à l'école des beaux arts d'Alger, en 1987.

Il est membre du conseil national de l'association des amis de l'école des beaux arts d'Azazga, en 1990 puis président de l'association culturel Mohand Oulhadj de 1994 à 1999.
Depuis 1997, il est membre de l'UNAC (Union nationale des arts culturels).

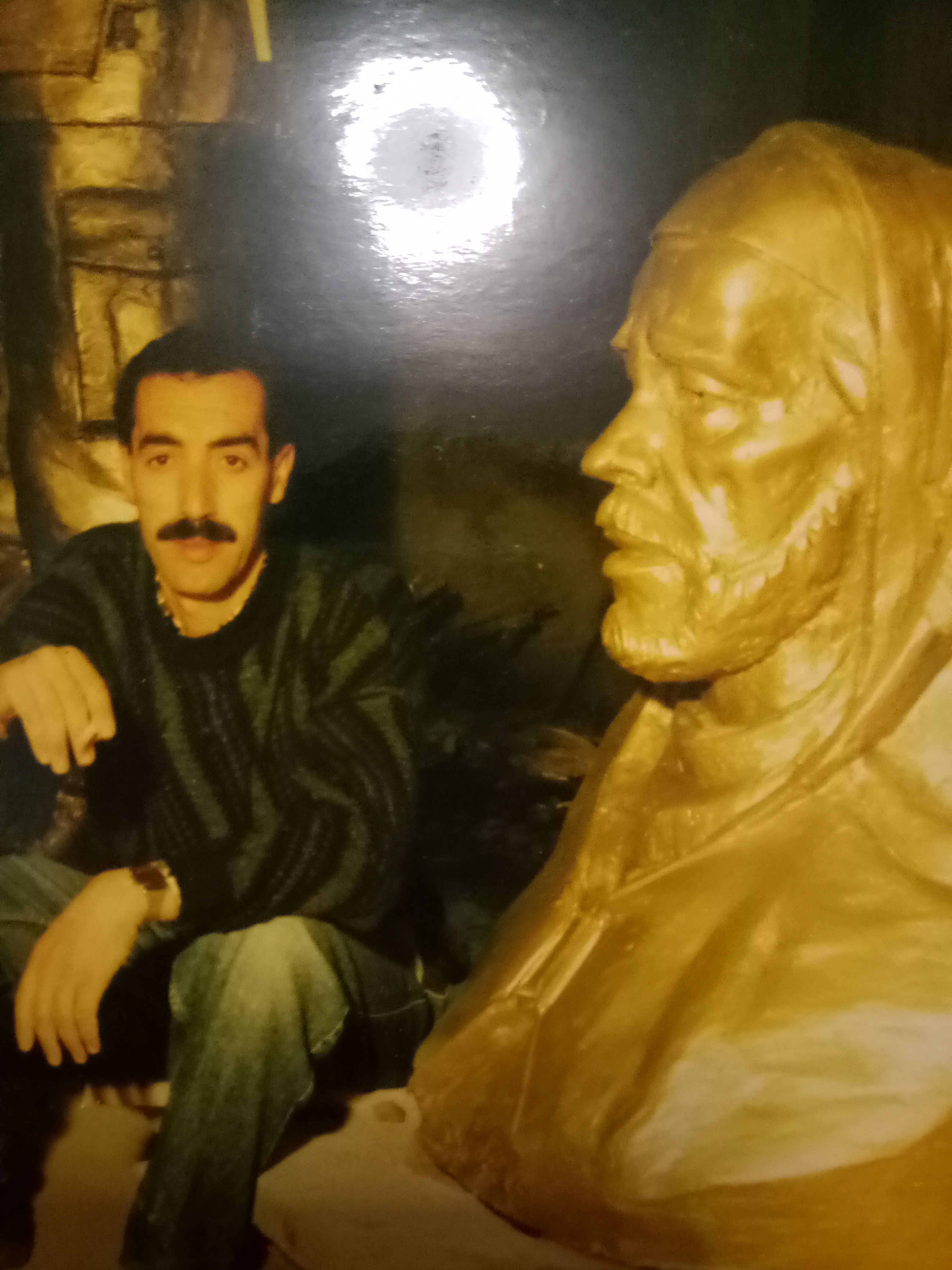
Bâaziz Hammache et le buste de Si Mohand Ou Mhand.

Depuis 2012, il est membre du conseil national des arts et des lettres (CNAL).

## Œuvres

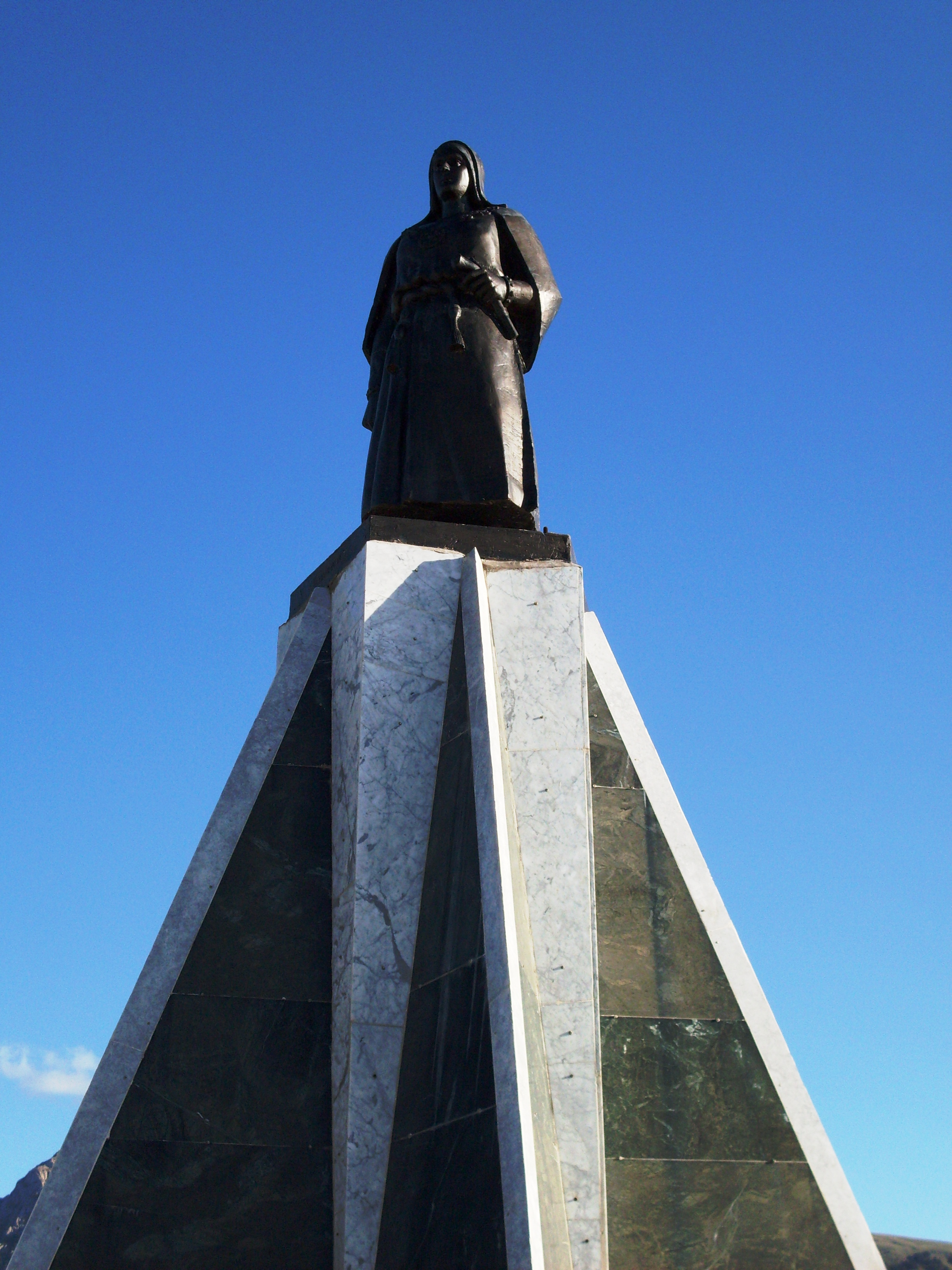
Statue de Lalla Fatma N'Soumer sculptée par Bâaziz Hammache.

- 1978 : Choisi par Denis Martinez à la tête d'un groupe d'étudiants des beaux arts pour la participation à l'embellissement de la ville d'Alger à l'occasion des Jeux africains de 1978 d'où la réalisation de trois fresques dont l'une, géante représentant un paysage kabyle en motifs berbères aux côtés de grands peintres algériens dont M'hamed Issiakhem, Bourdine et Nedjar.

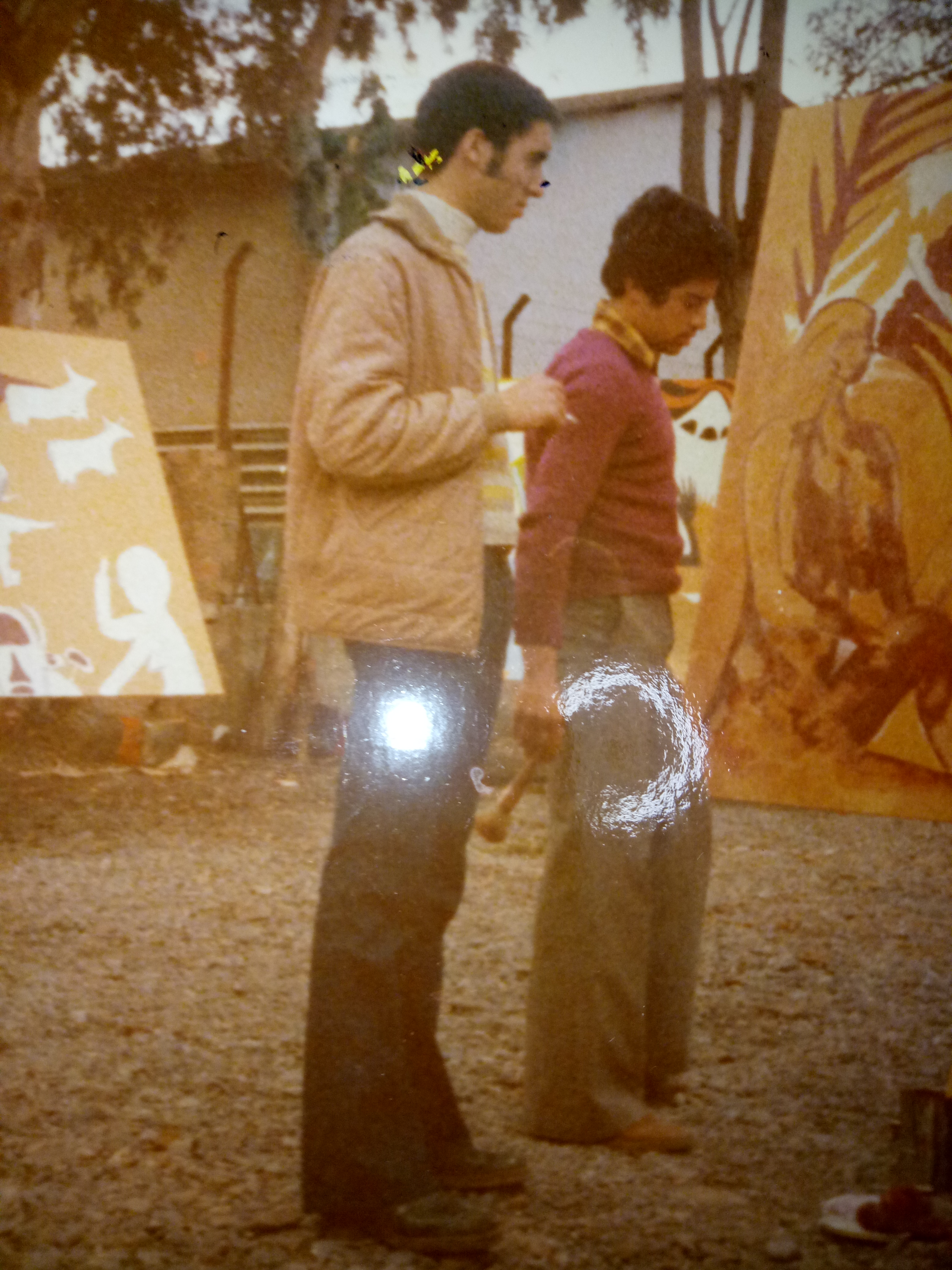
Bâaziz hammache durant les Jeux africains de 1978 avec Khaled Abdallah.

- 1984 : De retour de France, il participe avec M'hamed Issiakhem, Ziani à l'inauguration du musée central de l'armée (Riadh El Feth) par la réalisation des bustes d'Ahmed Bey et de Si L'houes.
- 1986 : Réalisation du buste de Aldj Ali Dey d'Alger pour le compte du musée de l'armée et du buste colonel Amirouche pour la 1re région militaire durant son service national avec son ami le sculpteur Madjid Moula[1].
- 1988 : Toujours pour le compte de l'armée, il réalise après sa démobilisation les bustes des deys d'Alger ; Omar Pacha, Hocine Mezo, Morto et Mohammed Chabane. Puis le buste de Abdelkader Ben Moussa, lieutenant de l'Emir Abdelkader pour le musée Elmektaa dans la wilaya de Mascara.
- 1990 : bustes de Lalla Fatma N'Soumer et de Bouchoucha, et la statue du Soldat pour le village Ahrik dans la willaya de Tizi-Ouzou.
- 1993 : Exposition du buste de Mohamed Boudiaf et des bas-reliefs de Jugurtha à la maison de la culture Mouloud Mammeri à l'occasion du 20 avril.
- 1995 : Statues du colonel Amirouche et de Amar Ath Chikh à Ain El Hammam (Tizi-Ouzou).
- 1996 : Trois bas-reliefs pour la direction générale de la protection civile centre d'instruction de Hydra (Alger).
- 1997 : Les bustes des colonels Amirouche et Mohand Oulhadj, chefs historiques de la wilaya 3 et du lieutenant Chellah Mohand, au chef lieu de la commune d'Idjeur (Tizi-Ouzou), région qui dépendait territorialement l'ex PC de la wilaya III.
- 2007 : statue de Lalla Fadhma N'Soumeur, deux fois grandeur nature, pour le compte de l’APC Aïn El Hammam[5]
- 2008 : Réalisation d'une statue géante (2 fois grandeur nature) à Iferhounène, wilaya de Tizi-Ouzou.
- 2012 : Réalisation de deux statues au soldat inconnu à Iferhounène
- 2013 : Réalisation du Bougie de Tizi Ouzou[6] et une statue du colonel amirouche pour apc de Ouacif

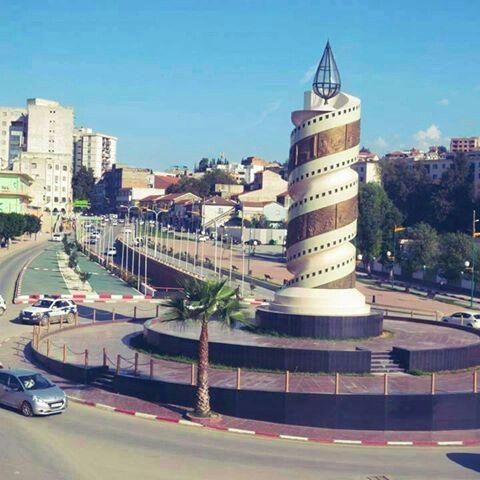
la Bougie de Tizi Ouzou

- 2015 : Réalisation de deux statues sur la route nationale R12

## Collection
Le musée central de l'Armée à Riadh El Feth possède 14 sculptures : les bustes 
- de Chadli Bendjedid
- de Krim Belkacem,
- de Ahmed Ben Bella,
- de Hocine Aït Ahmed,
- de Auldj ali
- de Mezzomorto Hüseyin Pacha,
- de Omer Pacha,
- de Day Chabane ,
- de Si El Haouès
- de Lalla Fatma N'Soumer,
- de Ahmed Bey
- de Bouchoucha
- de Abane Ramdane
- de Mohamed Boudiaf

## Hommage
- 2016 : Documentaire Kra di tzuri de Karim Saïd lhadj à l'occasion des 40 ans de carrière en sculpture de Bâaziz Hammache.